# Csontos Csaba (építész)

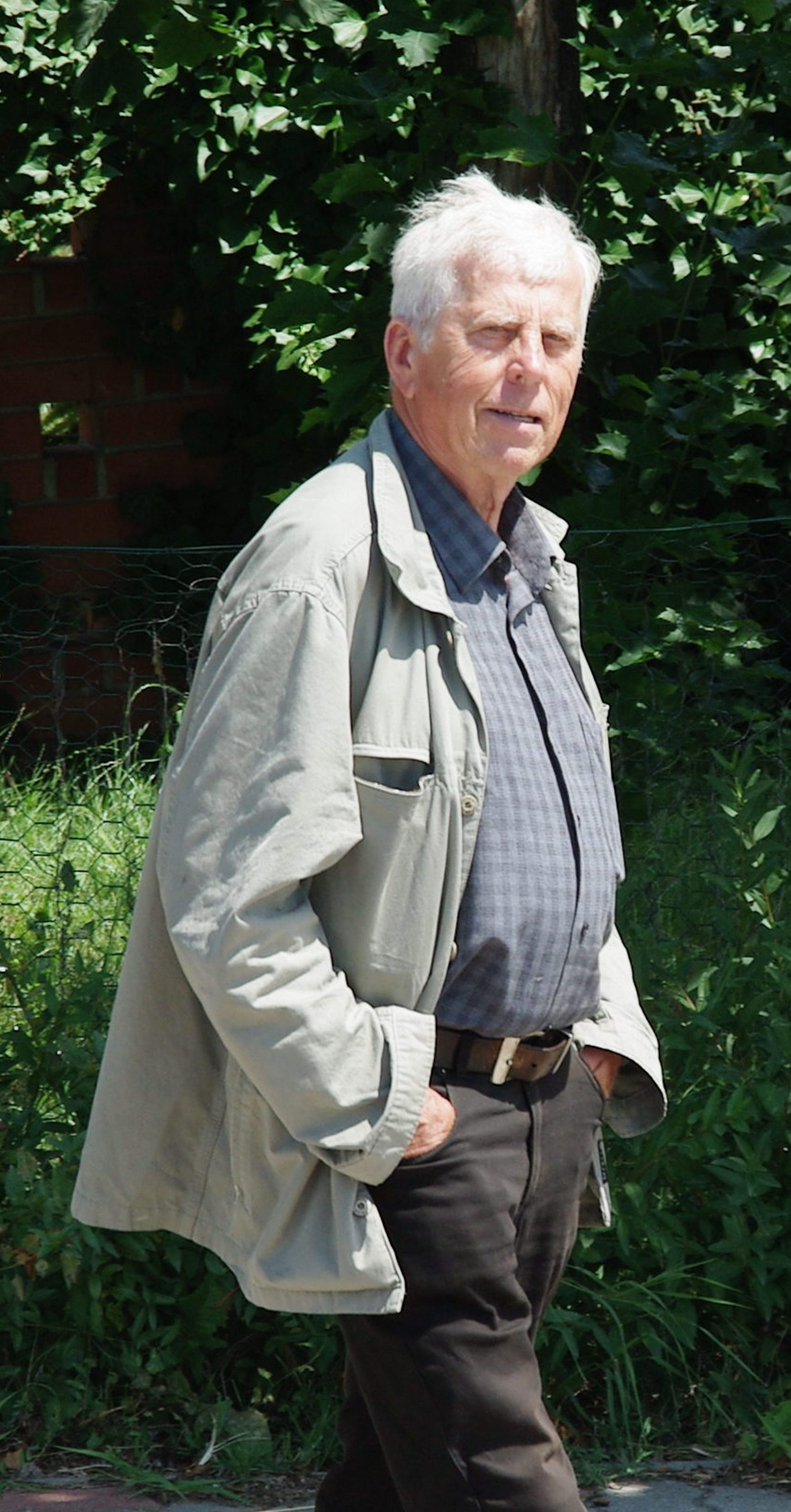
Csontos Csaba építész, 2011, tanulmányúton Dunaújvárosban, a Nagy Tamás (építész) tervezte evangélikus templomnál

Csontos Csaba (Budapest, 1940. június 17. – ?, 2013. november 15.) Ybl Miklós-díjas magyar építész.

## Életpályája

### BME – KÖZTI – BME – MÉSZ Mesteriskola
1963-ban végzett a Műegyetem Építész Karán. A Középülettervező Vállalat – a "KÖZTI"– munkatársa volt, majd 1966-ban visszatért a Budapesti Műszaki Egyetemre, immár oktatóként. 1974-től a Középülettervező Vállalat műteremvezetője volt. 1981-től a Magyar Építőművészek Szövetsége Budapesti Műszaki Egyetem Mesteriskola vezető építésze, oktatója volt.
Posztmodern alkotásai mellett közel 20 éven át részt vett a keszthelyi Festetics-kastély helyreállításában.

### Kamarai tevékenysége
„Csontos Csaba szűken vett építészeti tevékenysége mellett a közelmúltban is több ízben kiállt véleményével a nyilvánosság elé és szakmai párbeszédet, vitát kezdeményezett olyan fontos ügyekben, mint az istvánmezei tervpályázatról való kizárások ügyében, a bécsi utcai beruházásokat vagy épp a Magyar Építészeti Múzeum koncepcióját illetően.”
A Magyar Építész Kamara Elnökségnek több cikluson keresztül tagja volt. Egyik megalkotója volt a MÉK továbbképzési rendszerének, majd négy évig tagja volt a MÉK Továbbképzési Bizottságának. Ő vezette a MÉK Szakmagyakorlási Bizottságát. Szerteágazó szakmai munkát, jogszabály előkészítés véleményezését, egyeztetést folytatott az építészeti szakmagyakorlás területén. Az utolsó elnökségi ciklusa négy esztendejében sokszor betegségekkel küzdött, de megbízatását a ciklus utolsó napjáig, 2013. november 15-ig teljesítette.

## Díjai, elismerései
- Ybl Miklós-díj (1988)
- Betonépítészeti díj (1996)
- Belügyminiszteri elismerés szakmai munkáért (2012)
- A Nemzetközi Csillagászati Unió a 2003. augusztus 23-án Piszkéstetőn Sárneczky Krisztián által felfedezett kisbolygónak (a 2003 QS29 ideiglenes jelölés után) a felfedező javaslatára a  167018 Csontoscsaba nevet adta.

## Művei
- A  magyarországi posztmodern építészet egyik legnagyszerűbb alkotása, az MTA piszkéstetői csillagvizsgálója
- Ő tervezte a budapesti Korona Szállót (Bp. V. Kálvin tér - Kecskeméti utca),
- a székesfehérvári Novotel szállót (Szfehérvár, Ady Endre utca - Mátyás király körút)[4]
- Egészségügyi intézményekben: a János Kórház új sebészeti osztályával és az általa rehabilitált Semmelweis Orvostudományi Egyetem Transzplantációs és Sebészeti Klinikájával tízezrek gyógyulásához járult hozzá.
- Balaton Színház és Konferenciaközpont  (Keszthely)
- Keszthelyi Festetics Kastély és épületeinek felújítása:  Kastély; Istálló-kocsiház épület; Pálmaház és növényházak épületegyüttes

### A legfontosabb megvalósult épületei
- 1971–74: MTA Piszkéstetői Csillagvizsgáló Intézetének kupolája (Dobozi Miklóssal)
- 1979–82: Eötvös Loránd Tudományegyetem Számítóközpontja
- 1980-83: CLASP-rendszerű általános iskola, BudapestXII., Diana út
- 1981-84: Vasgyári Kórház sebészeti pavilonja, Diósgyőr
- 1982: János Kórház új sebészeti épülete (kivitelezési tervek)
- 1966–86: Festetics-kastély helyreállítása (Dobozi Miklóssal, Zalaváry Lajossal és Detre Villővel), Keszthely
- 1986–88: Korona Szálló, Budapest V., Kecskeméti utca 14.
- 1989–90: Semmelweis Orvostudományi Egyetem Transzplantációs és Sebészeti Klinika rekonstrukciója (Budapest VIII., Baross u.)
- 1998: Dunaház (Szakáts Miklóssal és Magyari Bélával)
- 2002: Novotel Hotel (Székesfehérvár)

## Cikkei
- Festetics-kastély helyreállítása. Magyar Építőművészet. 1986/5.
- Általános iskola, Bp. Diana u.. Műszaki tervezés. 1986/4. 11-12. p.
- Miskolc, Vasgyári Kórház. Magyar Építőművészet. 1986/6. 32-34. p.
- (Vajai Tamással): Miskolc Vasgyári Kórház új sebészeti és főporta épülete. Műszaki tervezés. 1987/3-4. 62-71. p.
- Szálloda a budapesti Kálvin téren. Műszaki tervezés. 1987/6. 46-48. p.
- Keszthely, Helikon Kastélymúzeum (volt Festetics-kastély). Műszaki tervezés. 1988/4-6. 26-36. p.
- Erdélyi tanulmányút. Magyar Építőművészet. 1989/1-2. 40-41. p.
- Korona Szálló, Kálvin tér. Építész Csontos Csaba. Magyar Építőművészet. 1992/2-3. 21-23. p.
- BÉK, Alkotások honlapja: Novotel Hotel (2002)